# United States Basketball League 1988
La stagione USBL 1988 fu la quarta  della United States Basketball League. Parteciparono 7 squadre in un unico girone. Dopo la regular season i Miami Tropics decisero di non partecipare ai play-off.
Rispetto alla stagione precedente, la lega perse i Rhode Island Gulls, gli Staten Island Stallions e i Tampa Bay Stars, che fallirono, e i Jersey Jammers, che sospesero le operazioni. I West Palm Beach Stingrays si rinominarono Palm Beach Stingrays, mentre i Connecticut Colonials ripresero le operazioni come New Haven Skyhawks. Si aggiunsero due nuove franchigie: i Jacksonville Hooters e i Jersey Shore Bucs.

## Squadre partecipanti
- Jacksonv. Hooters
- Jersey Shore Bucs
- Long Island Knights
- Miami Tropics
- N.H. Skyhawks
- P. Beach Stingrays
- Philadelphia Aces

## Classifica finale
| Squadra              | V  | P  | %    | GB |
| -------------------- | -- | -- | ---- | -- |
| Jacksonville Hooters | 21 | 9  | 70,0 | -  |
| Philadelphia Aces    | 19 | 11 | 63,3 | 2  |
| New Haven Skyhawks C | 18 | 12 | 60,0 | 3  |
| Palm Beach Stingrays | 16 | 14 | 53,3 | 15 |
| Jersey Shore Bucs    | 15 | 15 | 50,0 | 6  |
| Miami Tropics        | 13 | 17 | 43,3 | 8  |
| Long Island Knights  | 3  | 27 | 10,0 | 18 |

## Play-off

### Quarti di finale
| Filadelfia 25 luglio 1988               | Philadelphia Aces | 134 – 117 | Long Island Knights | St. Joseph's Fieldhouse |
| \| \| \| \| \| Brooks 29 \| Punti \| \| |                   |           |                     |                         |
|                                         |                   |           |                     |                         |
| Brooks 29                               | Punti             |           |                     |                         |

| Filadelfia 25 luglio 1988 | New Haven Skyhawks | – per forfait – | Jersey Shore Bucs | St. Joseph's Fieldhouse |

### Semifinali
| 23 luglio 1988                            | Palm Beach Stingrays | 120 – 111 | Jacksonville Hooters |  |
| \| \| \| \| \| Rellford 31 \| Punti \| \| |                      |           |                      |  |
|                                           |                      |           |                      |  |
| Rellford 31                               | Punti                |           |                      |  |

| Filadelfia 27 luglio 1988                                 | New Haven Skyhawks | 122 – 118 | Philadelphia Aces | St. Joseph's Fieldhouse |
| \| \| \| \| \| McClain, Parks 28 \| Punti \| 38 Brooks \| |                    |           |                   |                         |
|                                                           |                    |           |                   |                         |
| McClain, Parks 28                                         | Punti              | 38 Brooks |                   |                         |

### Finale
| New Haven 29 luglio 1988                                   | New Haven Skyhawks | 134 – 126   | Palm Beach Stingrays | Moore Fieldhouse |
| \| \| \| \| \| Parks, Taylor 27 \| Punti \| 29 Rellford \| |                    |             |                      |                  |
|                                                            |                    |             |                      |                  |
| Parks, Taylor 27                                           | Punti              | 29 Rellford |                      |                  |

### Tabellone
|  | Quarti di finale | Quarti di finale | Quarti di finale |              |           | Semifinali   | Semifinali | Semifinali |  |  | Finale | Finale | Finale |  |
|  |                  |                  |                  |              |           |              |            |            |  |  |        |        |        |  |
|  | 2                | Philadelphia     | 1                |              |           |              |            |            |  |  |        |        |        |  |
|  | 2                | Philadelphia     | 1                |              |           |              |            |            |  |  |        |        |        |  |
|  | 7                | Long Island      | 0                |              |           |              |            |            |  |  |        |        |        |  |
|  | 7                | Long Island      | 0                |              | 2         | Philadelphia | 0          |            |  |  |        |        |        |  |
|  |                  |                  |                  |              | 2         | Philadelphia | 0          |            |  |  |        |        |        |  |
|  |                  |                  | 3                | New Haven    | 1         |              |            |            |  |  |        |        |        |  |
|  | 5                | Jersey Shore     | 3                | New Haven    | 1         | 0            |            |            |  |  |        |        |        |  |
|  | 5                | Jersey Shore     |                  |              |           |              |            |            |  |  |        |        |        |  |
|  | 3                | New Haven        | 1                |              |           |              |            |            |  |  |        |        |        |  |
|  | 3                | New Haven        | 1                |              | New Haven | New Haven    | 1          |            |  |  |        |        |        |  |
|  |                  |                  |                  |              |           |              |            |            |  |  |        |        |        |  |
|  |                  |                  | Palm Beach       | Palm Beach   | 0         |              |            |            |  |  |        |        |        |  |
|  |                  |                  |                  | Palm Beach   | 0         |              |            |            |  |  |        |        |        |  |
|  |                  |                  |                  |              |           |              |            |            |  |  |        |        |        |  |
|  |                  |                  |                  |              |           |              |            |            |  |  |        |        |        |  |
|  |                  | 4                | Palm Beach       | 1            |           |              |            |            |  |  |        |        |        |  |
|  |                  |                  |                  | 1            |           |              |            |            |  |  |        |        |        |  |
|  |                  |                  | 1                | Jacksonville | 0         |              |            |            |  |  |        |        |        |  |

## Vincitore
| Campione USBL 1988             |
| ------------------------------ |
| New Haven Skyhawks (1º titolo) |

## Statistiche
| Categoria             | Giocatore        | Squadra              | Stat |
| --------------------- | ---------------- | -------------------- | ---- |
| Punti per gara        | Richard Rellford | Palm Beach Stingrays | 31,4 |
| Rimbalzi per gara     | Michael Brooks   | Philadelphia Aces    | 13,5 |
| Assist per gara       | Duane Washington | New Haven Skyhawks   | 8,3  |
| Palle rubate per gara | Andre Turner     | Miami Tropics        | 2,8  |
| Stoppate per gara     | Herbert Blunt    | Long Island Knights  | 2,0  |
| FG%                   | Ronnie Williams  | Palm Beach Stingrays | 61,0 |
| FT%                   | Eric Newsome     | Long Island Knights  | 95,8 |

## Premi USBL
- USBL Player of the Year: Lewis Lloyd, Philadelphia Aces
- USBL Coach of the Year: Dave Ervin, Philadelphia Aces
- USBL Rookie of the Year: Ricky Grace, Jersey Shore Bucs
- USBL Man of the Year: Michael Brooks, Philadelphia Aces
- USBL Postseason MVP: Bobby Parks, New Haven Skyhawks
- All-USBL First Team
  - Michael Brooks, Philadelphia Aces
  - Norris Coleman, Jacksonville Hooters
  - Mike Jones, Jersey Shore Bucs
  - Lewis Lloyd, Philadelphia Aces
  - Andre Turner, Miami Tropics
- All-USBL Second Team
  - Darryl Middleton, Long Island Knights
  - Richard Rellford, Palm Beach Stingrays
  - Cedric Henderson, Jacksonville Hooters
  - Bobby Parks, New Haven Skyhawks
  - Mitchell Wiggins, Jacksonville Hooters
- USBL All-Defensive Team
  - Herbert Blunt, Long Island Knights
  - Michael Brooks, Philadelphia Aces
  - Bobby Parks, New Haven Skyhawks
  - Avery Johnson, Palm Beach Stingrays
  - Andre Turner, Miami Tropics
- USBL All-Rookie Team
  - Darryl Middleton, Long Island Knights
  - Marvin Alexander, New Haven Skyhawks
  - Sylvester Gray, Miami Tropics
  - Ricky Grace, Jersey Shore Bucs
  - Avery Johnson, Palm Beach Stingrays